# The Smell of Quinces
The Smell of Quinces (en serbio, Miris dunja) es una película dramática yugoslava de 1982 dirigida por Mirza Idrizović. Se inscribió en el 13.ª edición del Festival Internacional de Cine de Moscú. La película también fue seleccionada como la entrada yugoslava a la Mejor Película en Lengua Extranjera en los 55.ª edición de los Premios Óscar, pero no fue nominada.

## Reparto
- Mustafa Nadarević como Mustafa
- Ljiljana Blagojević como Luna
- Irfan Mensur como Ibrahim
- Izet Hajdarhodžić como Hamdibeg
- Nada Djurevska como Azra
- Semka Sokolović-Bertok como Esma
- Boro Stjepanović como Alkalaj
- Špela Rozin como Marija
- Branko Đurić como Lt. Stom
- Zijah Sokolović como Huso Mujagin